# Wittelsbacherring (Bayreuth)

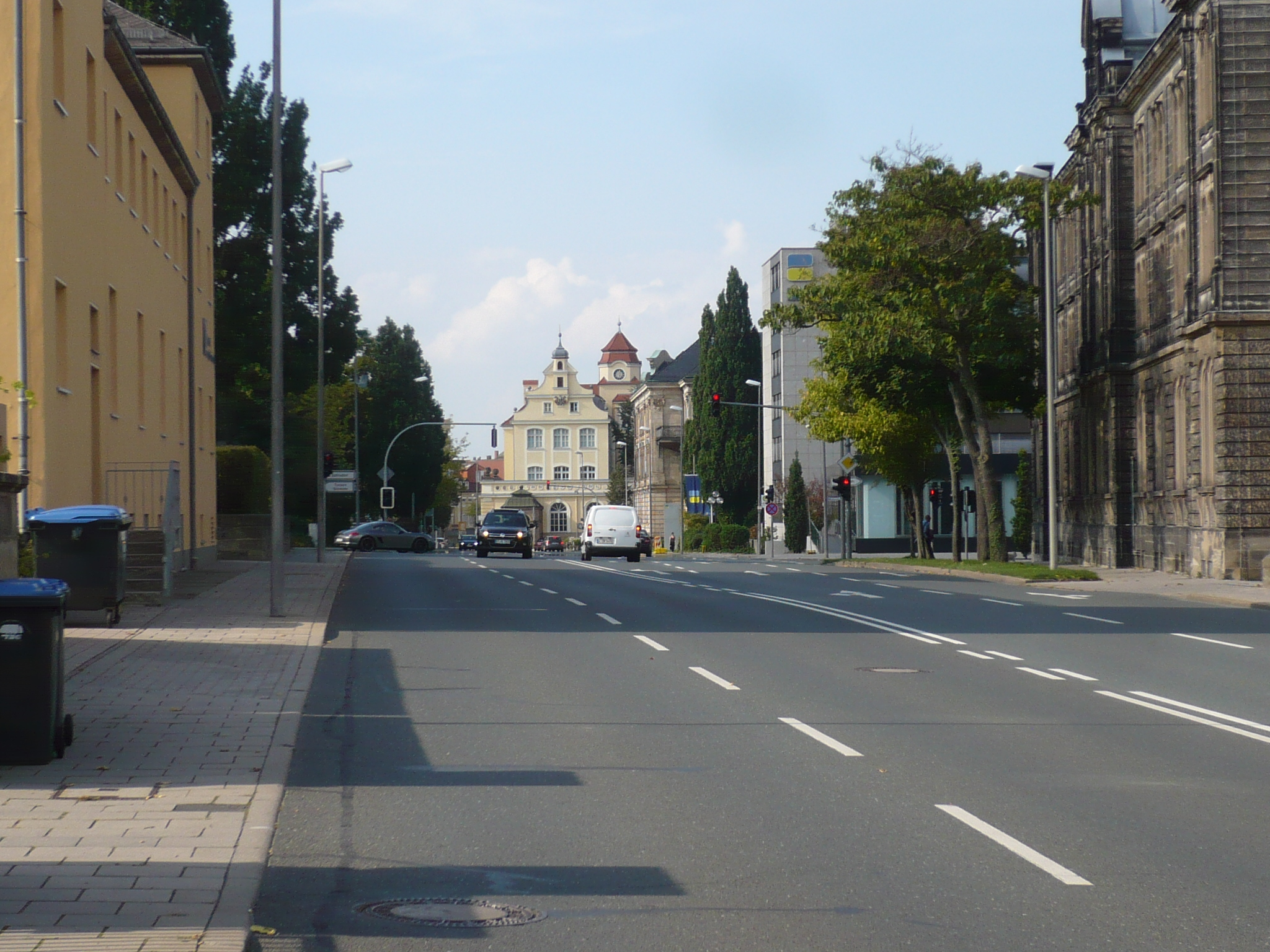
Wittelsbacherring: links die Kirchenmusikschule, mittig der Altbau des Richard-Wagner-Gymnasiums, rechts das ehemalige Dienstgebäude des 7. Infanterieregiments

Der Wittelsbacherring ist eine 1,2 km lange vierspurige Straße in der oberfränkischen Stadt Bayreuth. Namengebend ist das Hochadelsgeschlecht Wittelsbach; als Könige von Bayern waren die Wittelsbacher von 1810 bis 1918 die örtlichen Landesherren.

## Vorgeschichte

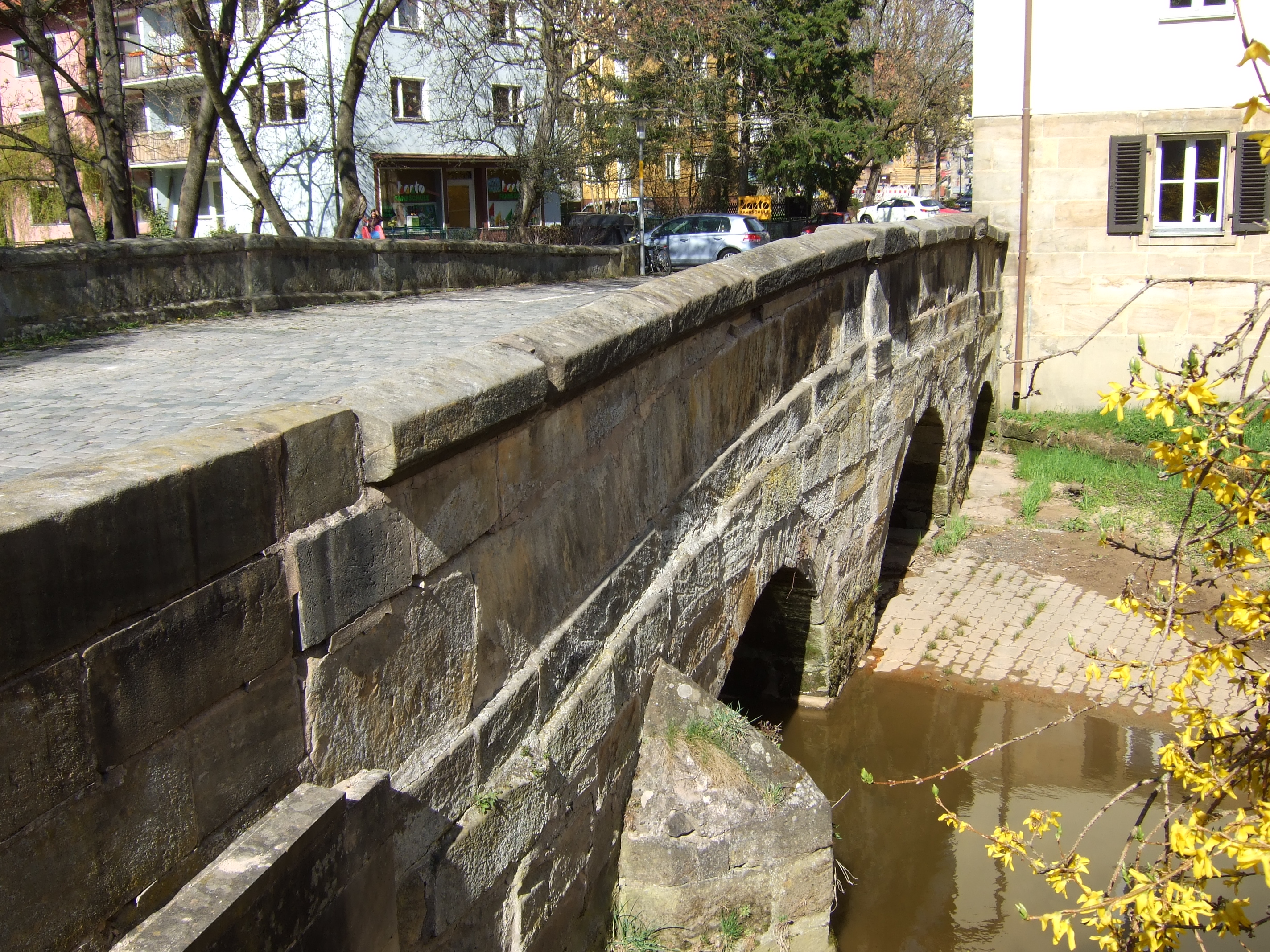
Sandsteinquaderbrücke über den Sendelbach in Moritzhöfen

Bayreuth liegt am Schnittpunkt dreier Fernstraßen, den heutigen Bundesstraßen 2, 22 und 85. Noch in den frühen 1970er Jahren trafen die B 22 und die B 85 in Höhe der Spitalkirche aufeinander und folgten gemeinsam von Westen nach Osten der Maximilianstraße, einem Marktplatz des Typs Bayerischer Straßenmarkt. Am Sternplatz kam von der Opernstraße her die B 2 hinzu. Gebündelt verliefen die drei Fernstraßen auf der engen Richard-Wagner-Straße bis zur Dürschnitz, wo sich unmittelbar westlich des Bahnübergangs über die Gleise der Strecken nach Schnabelwaid und Weiden die B 22 von den beiden anderen trennte.
Eine Verkehrszählung des Jahres 1960 identifizierte zwar nur 6 % des örtlichen Autoverkehrs als Durchgangsverkehr. Um die Innenstadt zu entlasten, sah das städtische Bauamt dennoch bereits in den 1950er Jahren nördliche und südliche Umfahrungen des bebauten Gebiets vor. In den 1960er Jahren wurde versucht, den Durchgangsverkehr der B 22 über die Bismarckstraße, Rathenaustraße, Moritzhöfen, Friedrichstraße, Balthasar-Neumann-Straße, Jean-Paul-Straße und Cosima-Wagner-Straße umzulenken. Diese verwinkelte Verkehrsführung über die historische Sendelbachbrücke in Moritzhöfen erwies sich jedoch als wenig geeignet.
Zwischen 1950 und 1965 hatte sich die Zahl der Kraftfahrzeuge in Bayreuth von 2400 auf 19.000 verachtfacht. 1964 wurde ein Generalverkehrsplan, den das Ingenieurbüro Hellmut Schubert in Hannover ausgearbeitet hatte, vorgelegt und beschlossen. Schwerpunkt der Vorschläge und Ziele war der Autoverkehr. Der Plan beinhaltete den Bau einer vierspurigen Ringstraße um die Innenstadt, des sog. Stadtkernrings, dessen südwestliches Element der spätere Wittelsbacherring war.

## Geschichte und Beschreibung

Wolfsgasse 1908 – rechts die damalige Höhere Töchterschule

Der Wittelsbacherring beginnt in der Südwestlichen Innenstadt als Fortsetzung des Hohenzollernrings an der Einmündung der Erlanger Straße. Er endet am Rand des Stadtteils Birken an der Kreuzung mit der Birkenstraße und der Universitätsstraße.

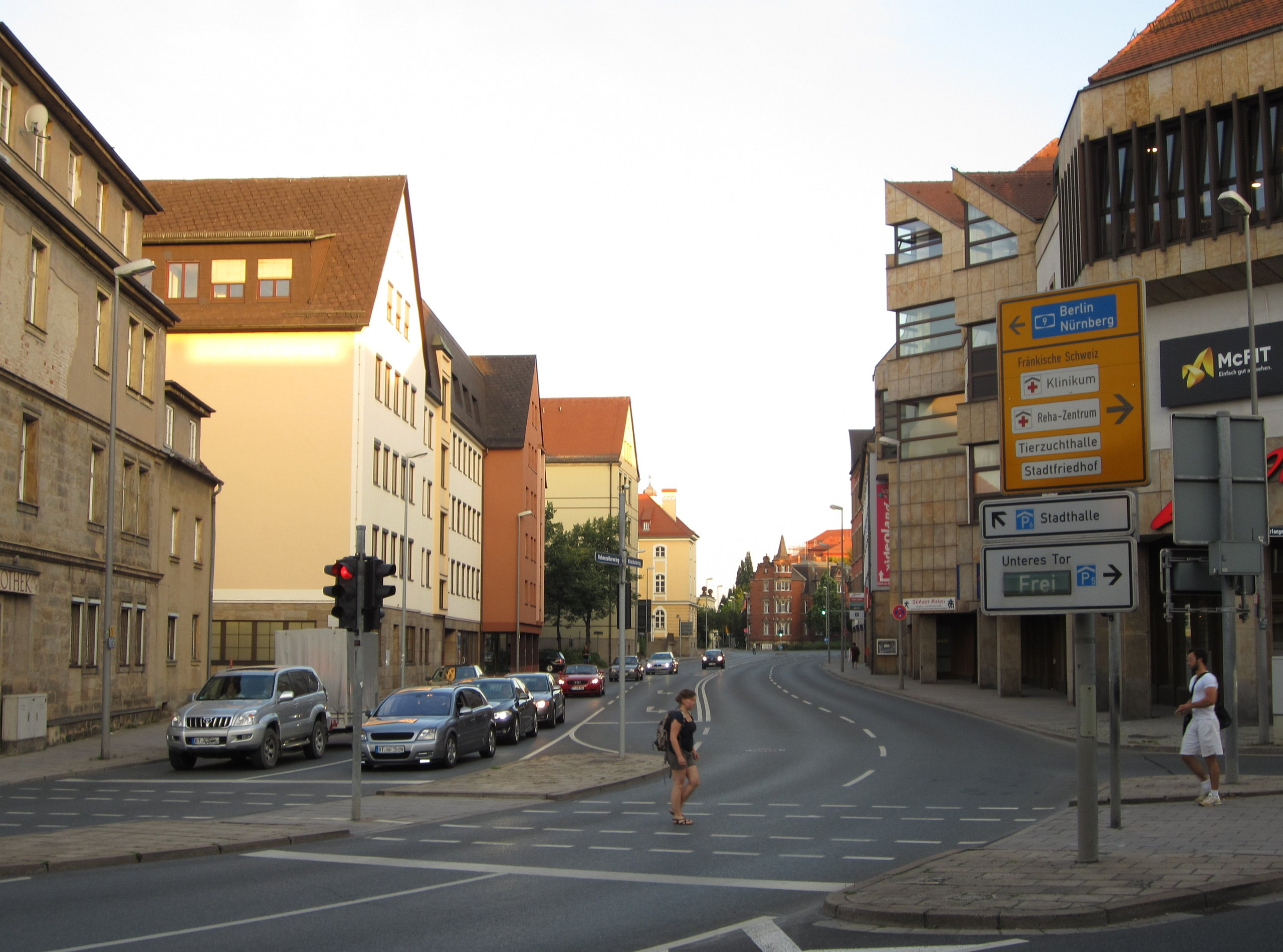
Wittelsbacherring im Verlauf der abgebrochenen Wolfsgasse – links das Haus Hohenzollernring 73

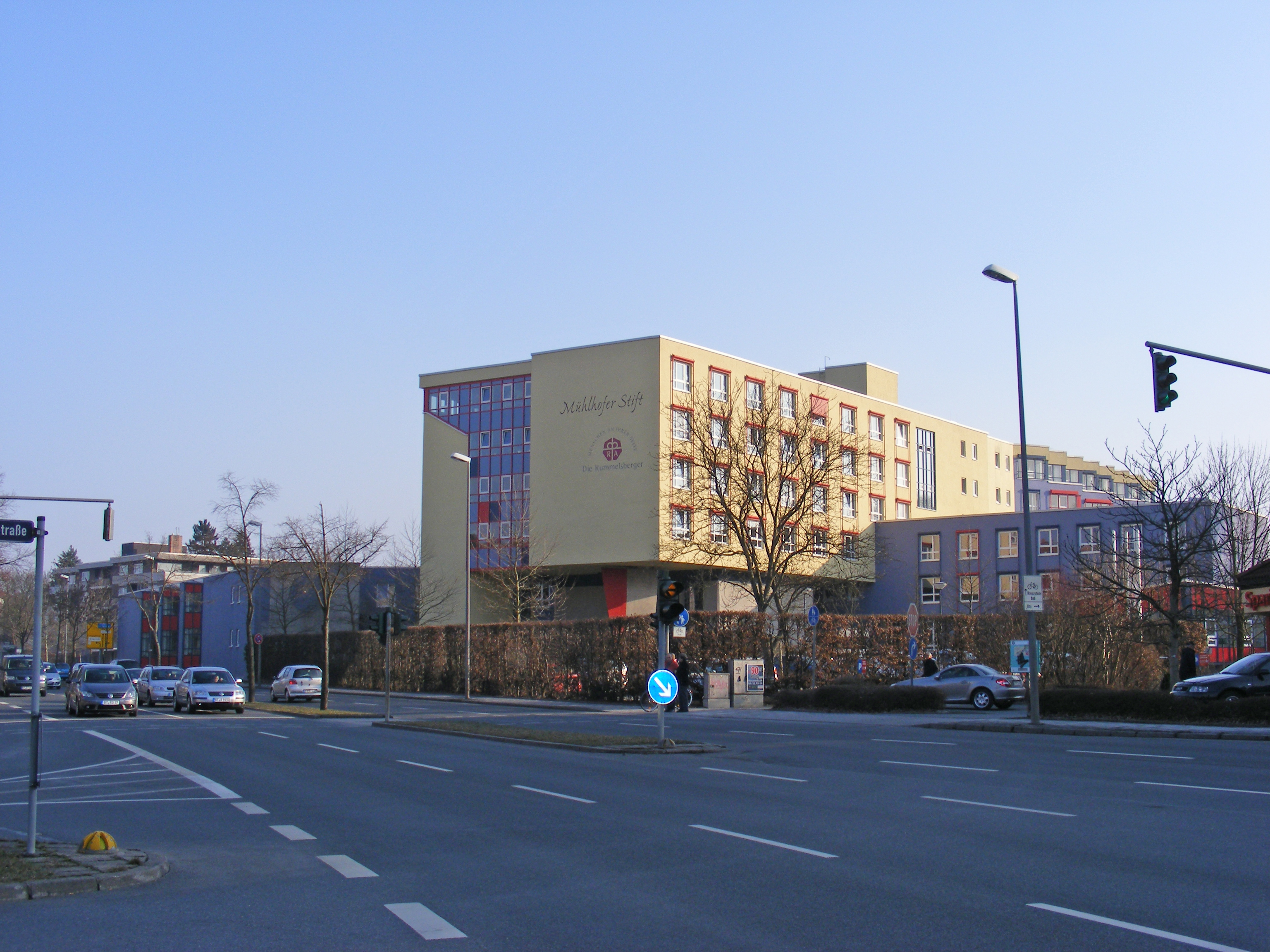
Wittelsbacherring an der Einmündung der Friedrichstraße (von links)

Während der Bau des Hohenzollernrings massive Zerstörungen des gewachsenen Stadtbilds mit sich brachte, fiel dem Wittelsbacherring vor allem die historische Wolfsgasse zum Opfer. Diese bereits vor 1430 existierende Straße zwischen der Erlanger Straße und der Bismarckstraße verlor im Winter 1974/75 ihre gesamte Bausubstanz auf der Westseite. Auf der östlichen Straßenseite blieben die Eckgebäude Hohenzollernring 73 und Wittelsbacherring 9 (Richard-Wagner-Gymnasium) erhalten.
1903 war der südliche Abschnitt der einst 620 m langen Wolfsgasse zwischen der Bismarckstraße und der Rathenaustraße in Leonrodstraße umbenannt worden. Dort war der Platz in der Breite ausreichend, sodass die neue Straße ohne Gebäudeverluste angelegt werden konnte. Die Bismarckstraße mündet als zweistreifige Einbahnstraße in den Wittelsbacherring ein, in ihrer Verlängerung führt die Straße Dammwäldchen ins Zentrum. An dieser Kreuzung liegen der 1908 als Höhere Töchterschule eingeweihte Altbau des Richard-Wagner-Gymnasiums und das 1902 fertiggestellte Gebäude der Versicherungsanstalt für die Invalidenversicherung (später LVA, jetzt Deutsche Rentenversicherung Nordbayern).
Rund 185 m weiter südlich wird der Wittelsbacherring von der Wilhelminenstraße gekreuzt. Auch dort blieben mit dem Justizpalast und dem Dienstgebäude des 7. Königlich-Bayerischen Infanterieregiments (Wilhelminenstraße 7) zwei historische Bauten erhalten. Letzteres, ein im Zuge der Errichtung des Kasernenviertels entstandener Sandsteinbau, beherbergte zunächst das Offizierscasino. Nach dem Ersten Weltkrieg wurde es als Versorgungsamt, nach dem Zweiten Weltkrieg als Kreiswehrersatzamt genutzt. Mittlerweile finden in dem Gebäude als Justizgebäude II unter anderem Abteilungen des Amtsgerichts und zwei Sitzungssäle Platz. 1953 wurde gegenüber das erste Gebäude der Kirchenmusikschule errichtet.
An der Kreuzung mit der Straße Moritzhöfen wurden für den Bau des Wittelsbacherrings in den Jahren 1975/76 mehrere Häuser (Moritzhöfen 9 bis 11½) und der Moritzbrunnen, auch „Herziges Brünnlein“ genannt, abgerissen. Im weiteren Verlauf nach Südosten wurde der Wittelsbacherring über dem Lauf des Sendelbachs angelegt, der zu diesem Zweck unterirdisch verrohrt wurde. Südlich des Altenheims Sankt Martin (Moritzhöfen 21a) mündet unter der Straße der Aubach in den Sendelbach. Der Abschnitt zwischen der Straße Moritzhöfen und der Birkenstraße sollte Plänen aus dem Jahr 1973 zufolge – entsprechend dessen Fortsetzung der heutigen Universitätsstraße bis zur Prieserstraße – den Namen Sendelbachstraße erhalten. Er wurde am 19. Oktober 1976 mit seinem heutigen Namen dem Verkehr übergeben.
Der Bau des Wittelsbacherrings erlaubte eine kurze Verlängerung der Friedrichstraße, sie mündet nun gegenüber einem Neubau mit den Hausnummern 38, 40 und 42 in jenen. Zwischen der Friedrich- und der Birkenstraße entstanden beiderseits des Wittelsbacherrings weitere moderne Wohn- und Geschäftshäuser sowie das Altenheim Mühlhofer Stift.

Gebäude an der vormaligen Leonrodstraße um 1900
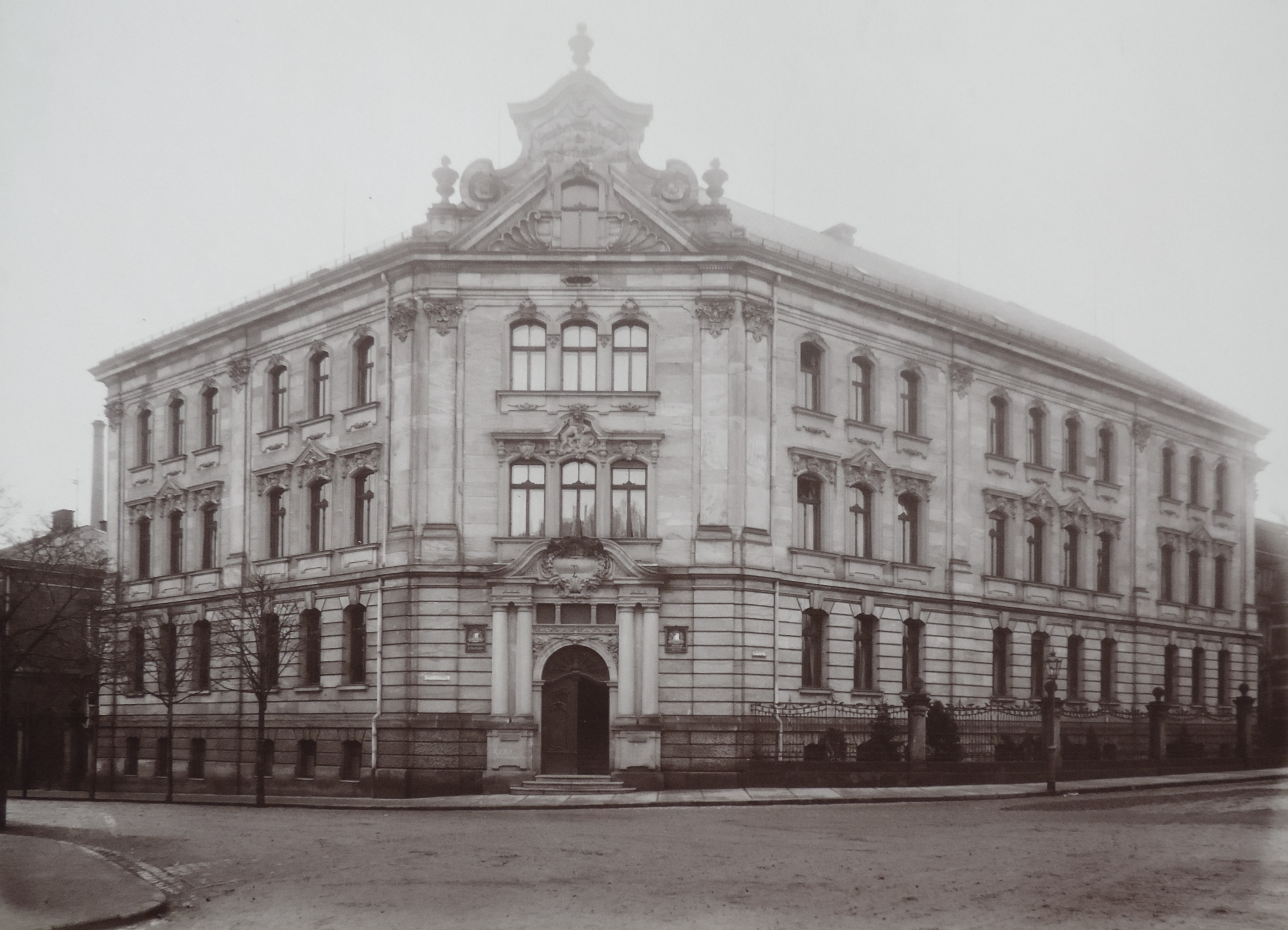
Hauptgebäude der Versicherungsanstalt für die Invalidenversicherung
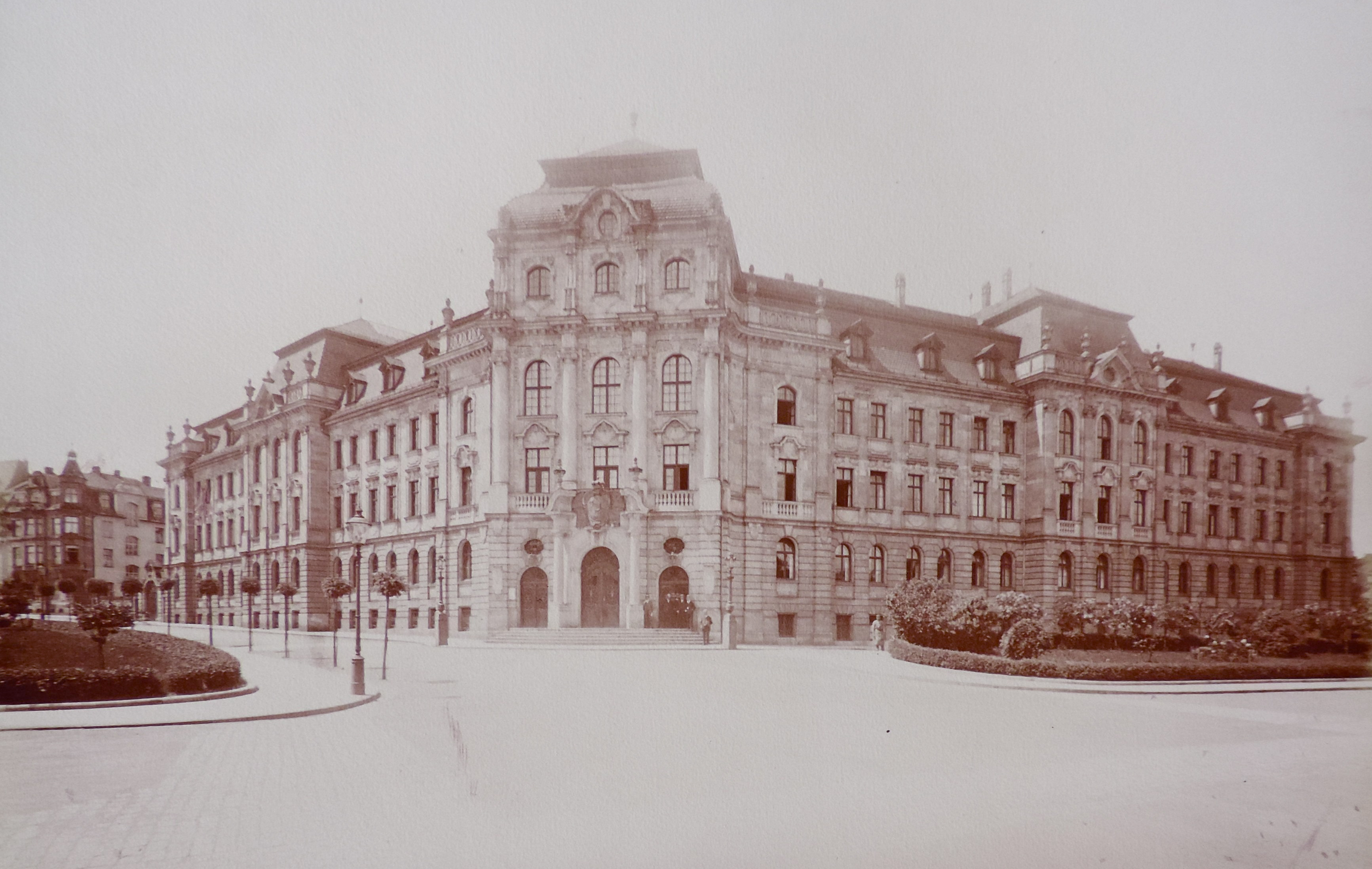
Justizpalast nach der Fertigstellung
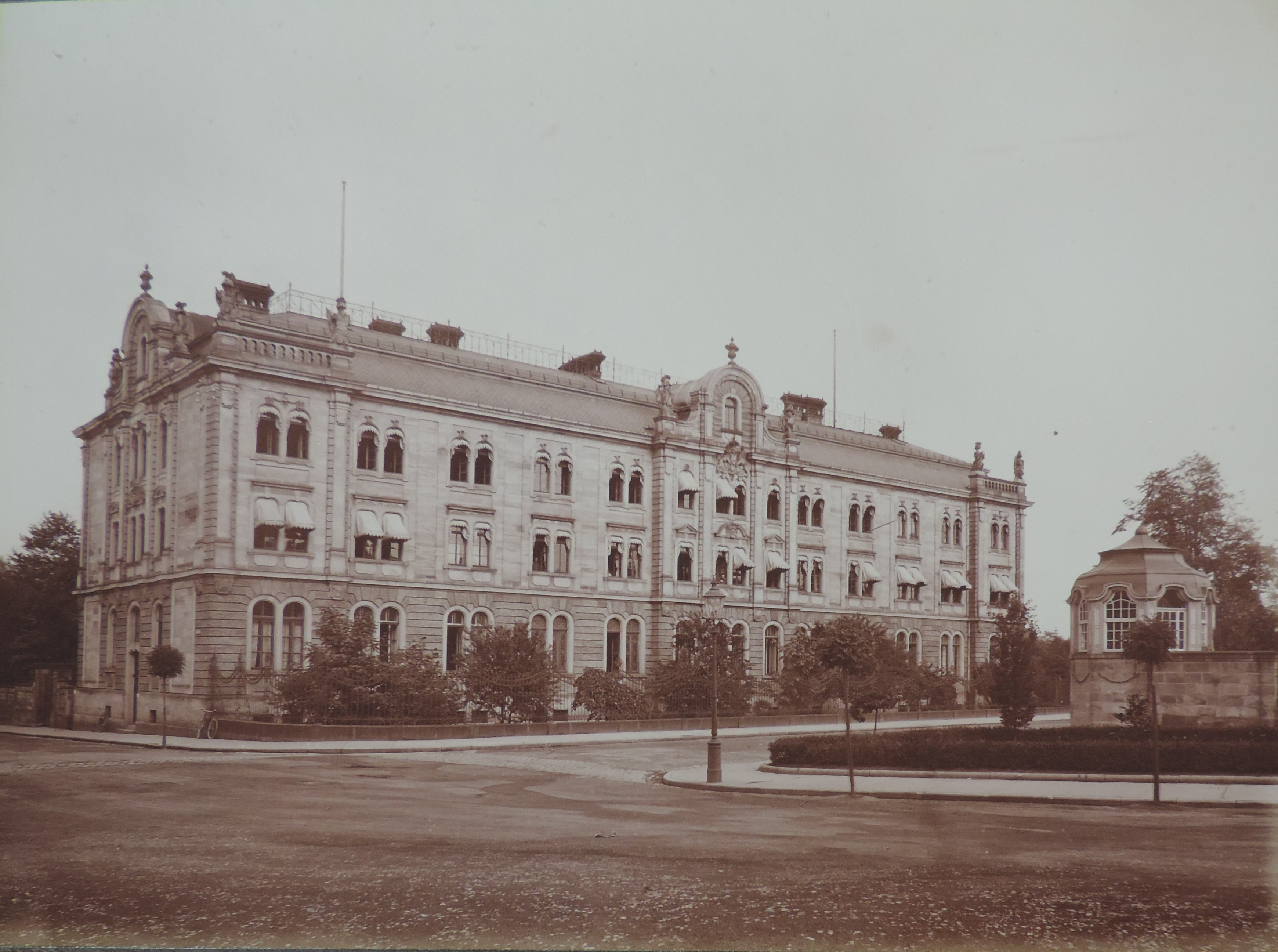
Dienstgebäude des 7. Infanterieregiments

## Fazit
Das Konzept der Stadtkernrings stammt aus der Ära des Oberbürgermeisters Hans Walter Wild – einer Zeit, in der die „autogerechte Stadt“ zum Leitbild geworden war. Der Bau dieser Schneise brachte – nach den ohnehin verheerenden Zerstörungen durch die Bombenangriffe im Zweiten Weltkrieg – weitere empfindliche Verluste an historischer Bausubstanz.
Zur Zeit der 1. Fortschreibung des Generalverkehrsplans in den Jahren 1973/74 wurde der Umbau zur „autogerechten Stadt“ bereits kritisch hinterfragt und von Teilen der Bevölkerung abgelehnt. Dies führte schließlich zum Verzicht auf den vierstreifigen Ausbau der Cosima-Wagner-Straße, die den südöstlichen Abschnitt des Stadtkernrings darstellt.
Indirekte Folge des Stadtkernrings war die Möglichkeit des späteren Umbaus bedeutender Innenstadtbereiche (Maximilianstraße, Am Mühltürlein, Sternplatz, westliche Richard-Wagner-Straße) zu Fußgängerzonen. Versäumt wurde fast durchgängig, Fahrradwege anzulegen, was an anderen Stellen (z. B. vierspurige Albrecht-Dürer-Straße) bereits praktiziert wurde. Auch am Wittelsbacherring fehlen weitgehend Fahrradwege; im Abschnitt östlich der Straße Moritzhöfen ist Radfahrern die Mitbenutzung der Gehsteige gestattet.